# Ulf Eriksson (författare, född 1973)
Ulf Eriksson, född 28 februari 1973, är en svensk författare av fackböcker inom IT-området.
Eriksson debuterade 2004 med faktaboken ’’Test och kvalitetssäkring för IT-system’’ som utkom i reviderad upplaga 2008. 2006 utkom boken ’’Kravhantering för IT-system’’. Även den reviderades 2008. Böckerna används som litteratur på universitet och högskolor.